# سام جينينغز
سام جينينغز (بالإنجليزية: Sam Jennings)‏ (26 ديسمبر 1898 في المملكة المتحدة - 26 أغسطس 1944 في المملكة المتحدة) هو مدرب كرة قدم ولاعب كرة قدم بريطاني (وحمل سابقاً جنسية المملكة المتحدة لبريطانيا العظمى وأيرلندا) في مركز الهجوم. لعب مع أولمبيك مارسيليا وبرايتون أند هوف ألبيون وبورت فايل وستوكبورت كونتي ونادي بيرنلي ونادي ريدنغ ونادي ميدلزبره ونوتينغهام فورست ونورويتش سيتي ووست هام يونايتد ونادي سكاربورو وWisbech Town F.C. ‏ وClub Français ‏.